# Chymomyza yvettae
Chymomyza yvettae är en tvåvingeart som beskrevs av Tsacas 1990. Chymomyza yvettae ingår i släktet Chymomyza och familjen daggflugor. Inga underarter finns listade i Catalogue of Life.